# 好萊塢電影獎
好萊塢電影獎（英語：Hollywood Film Awards）是自1997年以來一年一度的電影頒獎典禮。

## 歷史
好萊塢電影獎由卡洛斯·德·阿伯魯（Carlos de Abreu）與珍妮絲·潘尼頓（Janice Pennington）創立，自1997年以來一年舉行一次，舉行時間約為每年的10月。2014年，CBS首度對好萊塢電影獎進行電視實況轉播。2016年，好萊塢電影獎20週年，其慶祝儀式於11月6日舉行，由詹姆斯·柯登主持。

## 獎項
來源：
- 最佳男主角（英语：Hollywood Film Award for Best Actor）

- 最佳女主角（英语：Hollywood Actress Award）

- 最佳男配角

- 最佳女配角（英语：Hollywood Supporting Actress Award）

- 最佳突破男演員

- 最佳突破女演員

- 新好萊塢獎

- 最佳導演

- 最佳製片人

- 最佳編劇（英语：Hollywood Screenwriter Award）

- 最佳動畫

- 最佳喜劇

- 国际奖

- 最佳紀錄片

- 最佳外語電影

- 最佳配樂作曲者

- 最佳音樂

- 最佳突破音樂

- 最佳喜劇音樂

- 最佳歌曲

- 最佳攝影

- 最佳剪輯

- 最佳視覺效果

- 最佳服裝設計

- 最佳化妝與髮型設計

- 最佳美術設計

- 最佳音效

- 事業成就

## 外部連結
- 官方网站